# Ільїн Сергій Спиридонович
Сергій Спиридонович Ільїн (5 квітня 1925 — 5 лютого 1945) — командир взводу 9-ї стрілецької роти 986-го стрілецького полку (230-ї стрілецької дивізії, 9-го стрілецького корпусу, 5-ї ударної армії, 1-го Білоруського фронту), лейтенант, Герой Радянського Союзу.

## Біографія
Ільїн Сергій Спиридонович народився 5 квітня 1925 року в селі Андріївка Уфимського кантону Башкирської АРСР в селянській родині.
Росіянин. Закінчив 7 класів. Працював помічником комбайнера в колгоспі «Червоний шлях».
В Червону Армію призваний у лютому 1943 року Уфимським райвійськкоматом Башкирської АРСР. У 1944 році закінчив Астраханське військове піхотне училище.
У боях Другої світової війни з червня 1944 року. Лейтенант Сергій Ільїн особливо відзначився в період з 2 по 5 лютого 1945 року в боях за утримання плацдарму на лівому березі річки Одер (Німеччина) східніше міста Вріцен (Німеччина).
Помер від тяжкого поранення 5 лютого 1945 року. Похований у місті Бад-Фраєнвальде (Східна Німеччина).

## Подвиг
5 лютого 1945 року батальйон противника повів наступ в напрямку підрозділів радянських військ. Відбиваючи атаку противника, лейтенант Ільїн особисто знищив два німецьких танки, і, будучи двічі пораненим, залишився в строю, продовжуючи керувати боєм. Бійці взводу винищили до 120 солдатів і офіцерів противника і знищили ще один танк.
Усього з 2 по 5 лютого 1945 року взвод С.С. Ільїна знищив шість німецьких танків, дві штурмових гармати і до двохсот вісімдесяти гітлерівців, чим сприяв міцному утриманню плацдарму на лівому березі річки Одер".
Указом Президії Верховної Ради СРСР від 6 квітня 1945 року за зразкове виконання завдань командування і проявлені мужність і героїзм у боях з німецько-фашистськими загарбниками лейтенанту Ільїну Сергію Спиридоновичу посмертно присвоєно звання Героя Радянського Союзу.

## Нагороди
- Медаль «Золота Зірка» Героя Радянського Союзу (06.04.1945).
- Орден Леніна.

## Пам'ять
- На будівлі Новожуковської школи Уфимського району, де навчався Герой, встановлена меморіальна дошка

- МОБУ ЗОШ села Жуково Уфимського району Республіки Башкортостан носить ім'я С.С. Ільїна